# Silene velenovskyana
Silene velenovskyana är en nejlikväxtart som beskrevs av Jordanov och Panov. Silene velenovskyana ingår i släktet glimmar, och familjen nejlikväxter. Inga underarter finns listade i Catalogue of Life.